# 網棚

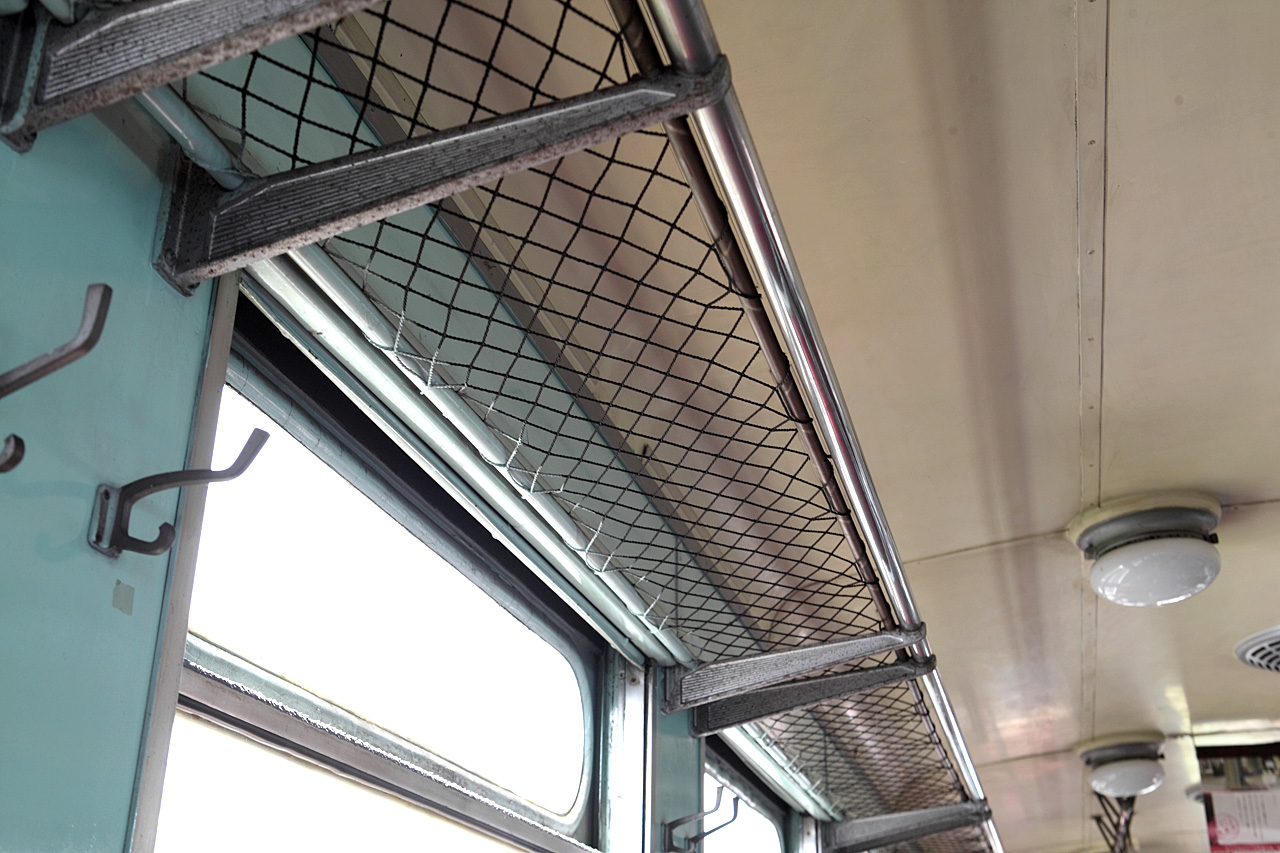
網棚

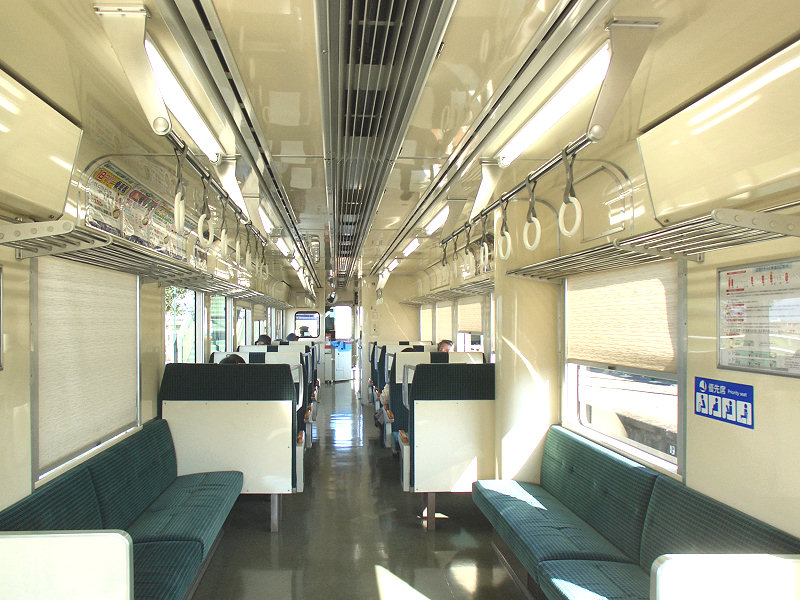
網棚がある車内

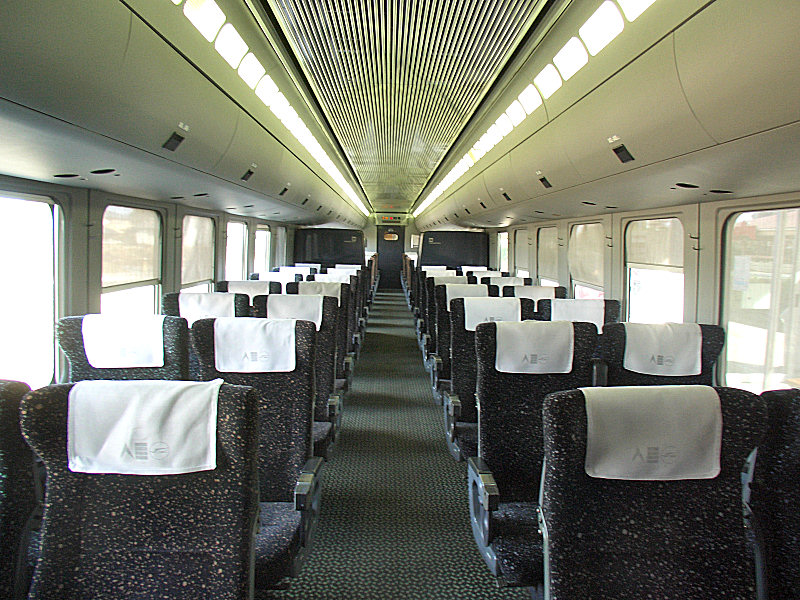
JR九州787系電車の荷物棚

網棚（あみだな）とは、電車やバスの車内にある、持ち込み手荷物を置くための棚である。

## 概要
網棚は座席と天井の間にあり、荷物を置くために意図されて配置されている。材質は、枠と網の部分が金属、またはプラスチックでできたものが多いが、古い車両では網の部分が糸を編んだものだったり、枠が木製のものもある。金網式のほかにステンレスなどのパイプを用いた「パイプ式」の採用も多くある。
近年では特急用車両や新型車両を中心に、支持枠に網状のものを使用しない荷物置き場が設置されており、東京メトロ10000系電車では支持枠に強化ガラスをはめ込んだガラス製が、東日本旅客鉄道（JR東日本）のE531系・E233系ではアルミ製の板式のものが用いられている。これらは本来「荷棚」と呼ばれるものであるが、網状で無いにもかかわらず「網棚」という単語が使用され続けていることが多い。これは鉄道業界特有の慣例の一種であり、コンクリート製の「枕木」などと同様のケースに当たる。
かつて地下鉄車両では「乗車距離が短い」などの理由から当初から網棚を省略した車両が多かったが、相互直通運転が増え乗車距離が伸びたこと、更に直通相手事業者の車両との兼ね合いから直通運転をしていない路線用の車両を含め設置されるようになった。一方で現在も札幌市営地下鉄の車両には網棚が設置されておらず、これは当初、駅間が短く乗車時間が相対的に短いという理由であったが、議論があることも確かである。
混雑した車内で荷物を座席や床に置くことは他の乗客に迷惑であるとして、荷物を網棚や膝の上に置くよう求められることがある。ラッシュ時など車内が混雑しているときはつり革のほかに網棚の枠につかまることもできる。
類似のものとして、旅客機では、蓋を閉じることができる共用の収納棚（オーバーヘッド・ストウェッジ）が座席上に設置されている。

## 網棚の問題
網棚には以下のような問題があり、使用を敬遠する人もいる。
- 網棚自体の奥行きが小さく、車両の振動によって荷物が落ちるおそれがある。
- 網棚への積み降ろし作業は動作が大きくならざるを得ず、特に混雑の激しい車内や荷物が大きい場合などには積み降ろし作業そのものが他の乗客の顰蹙を買いかねない。
- 乗車中は荷物が手元に無い状態が続くため、降車の際に網棚の荷物の存在を忘れるおそれがある。
- 乗車中は荷物が手元に無く目の届きにくい状態が続くため、盗難に遭うおそれがある。
- 身長が低い場合、網棚に手が届かない。
- 網棚へ荷物を積載する際に荷物に付着していた埃などが直下の乗客に降りかかることがあり、トラブルの原因となる。

こうした問題点から、前述した板状にして荷物の落下を防いだもの、荷物を置きやすくするため網棚の高さを下げたもの、忘れ物防止および防犯の観点からガラス製の網棚にしたもの、駅到着前に網棚付近の照明の照度を上げることで取り忘れ防止を促すものなど鉄道事業者では様々な趣向を凝らした網棚を開発・導入している。